# Aeroportul Moshi
Aeroportul Moshi (IATA: QSI, ICAO: HTMS) este un aeroport din Regiunea Kilimanjaro, Tanzania. Aeroportul a fost tranzitat în decembrie 2017 de 158 de pasageri.
Situat la o altitudine de 854 m, aeroportul dispune de o singură pistă. Este operat de Tanzania Airports Authority⁠(d).